# Archers of Loaf
Archers of Loaf bildades 1991 i Chapel Hill, North Carolina, USA. Bandet bestod av Eric Bachmann på gitarr och sång, Eric Johnson på gitarr, Matt Gentling på bas och Mark Price på trummor. Archers of Loafs största influenser var Sonic Youth och The Replacements. Bandet hann ge ut fyra album innan de splittrades 1998. 2011 återföränades bandet.

## Diskografi
Album
- 1994 – Icky Mettle
- 1995 – Vee Vee
- 1996 – All the Nations Airports
- 1998 – White Trash Heroes

Samlingsalbum
- 1996 – The Speed of Cattle (B-sidesamling)
- 2000 – Seconds Before the Accident (Livespelning från 1998)

Singlar
- 1993 – "Web In Front"
- 1994 – "Vs The Greatest of All Time"
- 1995 – "Harnessed in Slums"
- 1995 – "Mutes in the Steeple"
- 1996 – "Vocal Shrapnel"
- 1997 – "Jive Kata"
- 1997 – "Vitus Tinnitus"